# Accademia aerea di Tikrit "Majid al-Tamimi"

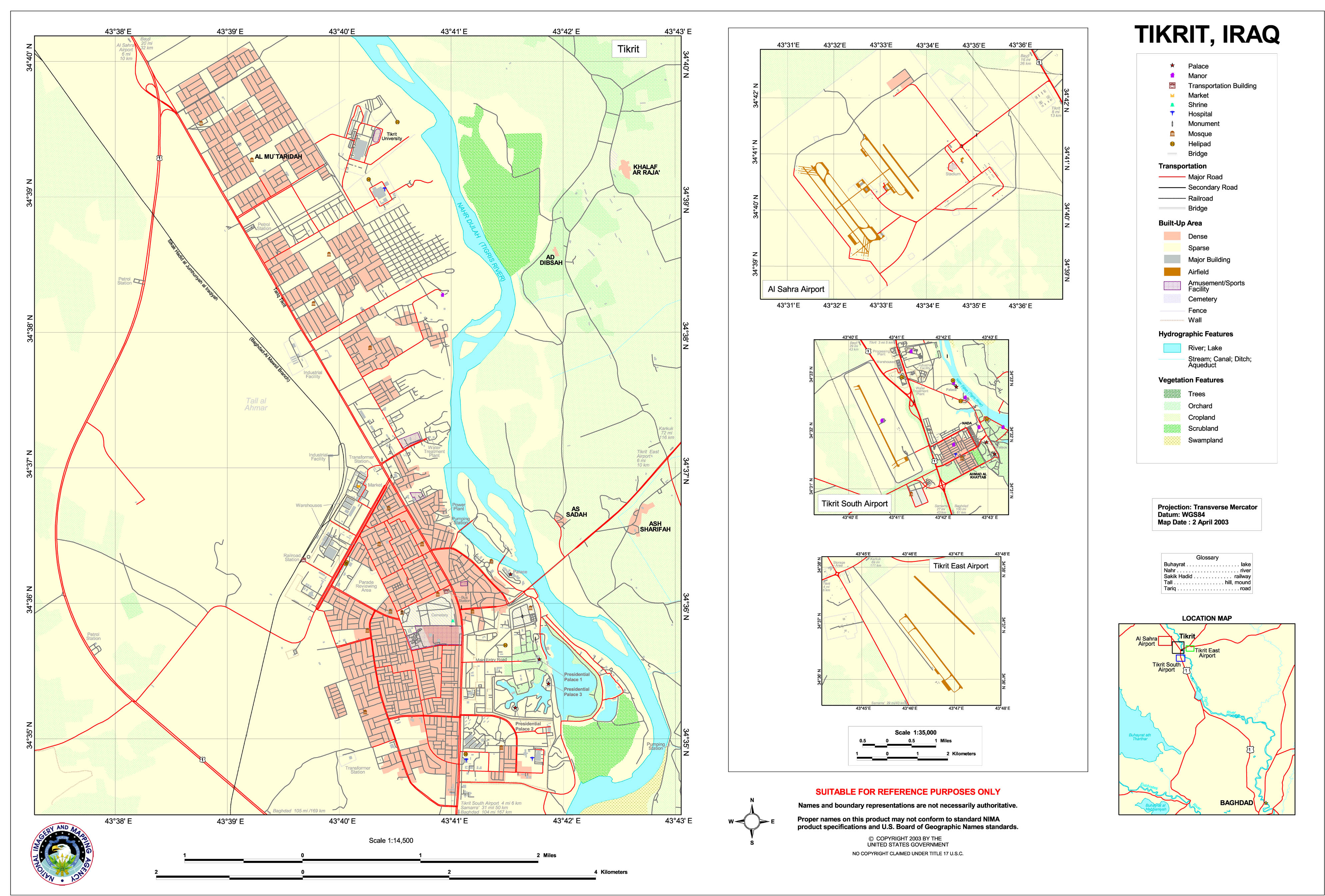
Mappa della città di Tikrit e dei suoi aeroporti, tra i quali l'accademia aerea militare. (Foto conservata presso la libreria dell'University of Texas).

L'accademia aerea di Tikrit "Majid al-Tamimi" (in precedenza aeroporto di Al Sahra nell'Iraq di Saddam Hussein e  Camp Speicher, COB Speicher durante la guerra in Iraq e sino ad agosto 2014) è un'installazione militare dell'aeronautica militare irachena.
Si trova presso la città di Tikrit, a circa 170 km a nord di Baghdad, vicino al fiume Tigri.

## La costruzione
Concepita come base principale dell'accademia dell'aeronautica militare irachena, col nome di Al Sahra, venne costruita durante gli anni '70 del XX secolo e sorse sul sito di una precedente base aerea, seguendo il concetto di "super-base", dottrina elaborata alla luce delle esperienze conseguite durante i conflitti arabo-israeliani della guerra dei sei giorni e della guerra del Kippur. La costruzione della base venne affidata ad aziende inglesi, alle quali, nei successivi anni '80, subentrarono altri specialisti provenienti dalla Repubblica Federale di Jugoslavia.
Dal punto di vista strutturale, la base venne dotata di due piste d'atterraggio da 2.900 metri, ed una secondaria della lunghezza di 2.200 metri, ed 8 hangar rinforzati per ospitare gli aerei. Durante le attività dell'operazione Desert Fox 2 hangars vennero colpiti e danneggiati; sebbene si sospettasse che all'interno della base fossero ospitati missili equipaggiati con testate per la guerra chimica.

## La guerra in Iraq e l'occupazione statunitense
Nel 2003 durante la guerra in Iraq venne catturata dallo United States Army, ed adibita a base operativa aerea (contingency operating base - COB). Il nome venne cambiato dall'amministrazione militare americana in Camp Speicher, in ricordo del capitano della US Air Force Michael Scott Speicher, abbattuto nei cieli dell'Iraq il 17 gennaio del 1991 e considerato la prima vittima statunitense nella guerra del Golfo del 1991.
Nel giugno del 2014 è stata teatro di un fatto di sangue passato alla storia come massacro di Camp Speicher - ad opera di truppe dello Stato Islamico - ove vennero uccise diverse reclute della aeronautica militare irachena.

## Il ritiro USA e l'utilizzo attuale
Durante l'occupazione americana, la base è stata sede del quartier generale del USF-N (United States Forces–North); dal 2003 al 2011 la base è stata adattata all'utilizzo da parte dell'esercito americano, con l'installazione di un gran numero di alloggi in container, oltre che di numerosi elementi distintivi delle basi militari americane (una grande mensa, impianti sportivi, esercizi commerciali e diversi fast food). Gli ultimi reparti delle forze armate statunitensi hanno abbandonato l'installazione nell'ottobre 2011, al termine dell'impegno americano in Iraq.
Dopo il ritiro degli USA, la base aerea di Camp Speicher è tornata nella disponibilità dell'Aeronautica militare irachena, che l'ha adibita ad aeroporto militare e centro di addestramento. La denominazione è stata lasciata inalterata dall'amministrazione irachena, anche dopo che le forze armate americane hanno lasciato l'Iraq, fino all'agosto del 2014, quando il primo ministro Nouri Al-Maliki ha deciso di rinominare l'installazione in onore di Majid al-Tamimi, un generale iracheno morto mentre partecipava ad una missione per liberare la cittadina di Sinjar. Dal mese di dicembre dello stesso anno, nonostante i ripetuti comunicati con cui l'ISIS ne abbia rivendicato la conquista, la base è ancora in mano alle forze armate regolari dell'Iraq.